# Melcul limnea
Melcul limnea (denumirea latină: Lymnaea stagnalis) este o specie de melc de dimensiuni medii ce trăiește în apele dulci. Acești melci au o respirație "pulmonară", respirând printr-un orificiu în apropierea anusului. Din când în când vin la suprafața apei să respire. Sunt diferiți de melcii din livadă și prin coloritul lor albastru-închis.